# コーチェン川

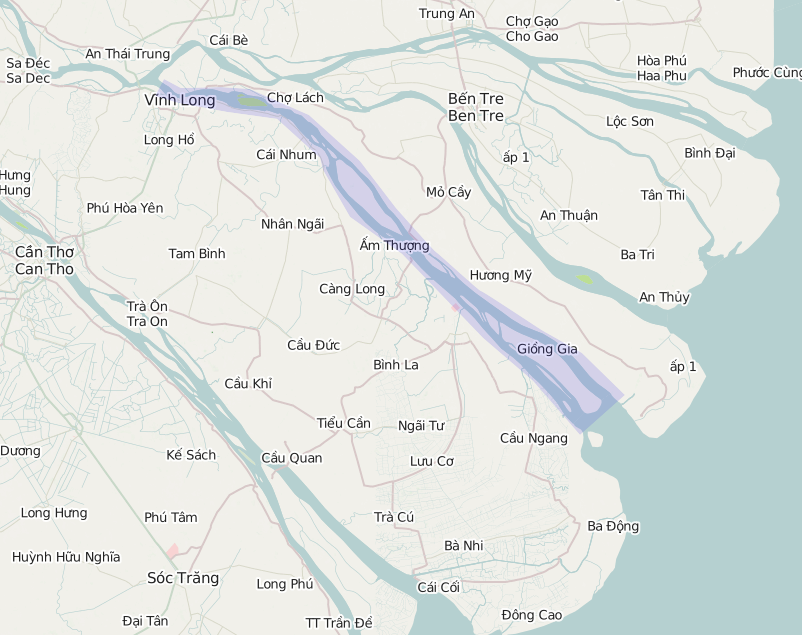
コーチェン川の流域

コーチェン川（ベトナム語：sông cổ chiên / 瀧古羶）はメコン川の分流のひとつ。ベトナムのヴィンロン省、チャーヴィン省、ベンチェ省を流れる。

## 概要
メコンの本流である前江はヴィンロン市付近、ミートゥアン橋の約2km下流でふたつに分岐する。その南側の流れがコーチェン川である。川は北西から南東へと流れ、クンハウ河口とコーチェン河口の2箇所から南シナ海へと注ぐ。コーチェン河口への流れはベンチェ省本土といくつかの島の間を、クンハウ河口への流れはベンチェ省の島々とチャーヴィン省の間を流れる。流域は約82kmに及び、ベンチェ省とヴィンロン省及び、ベンチェ省とチャーヴィン省の境界線を形作る。流域には多くの島があり、チェン島、ユン島、ロン島などの小島はベンチェ省に、上流の大きな中洲はヴィンロン省に、下流の大きな中洲はチャーヴィン省に属する。
河口付近の岸辺の多くはマングローブ林となっている。水位は、雨季と乾季、また満潮と干潮で大きく潮位の影響を受ける。
ミートゥアン橋の下流には永らく橋が架けられておらず、物流・交通は渡し船によって行われていたが、2015年5月16日、コーチェン橋が開通し、ベンチェー省とチャーヴィン省間の交通は大きく改善された。

## 名前の由来
コーチェンの名前の由来は、18世紀末の歴史的事件に由来するという説がある。1785年、ラックガム＝ソアイムットの戦いに破れた阮福映は船を使って南方に逃れたが、その際に西山軍の追撃を受け、慌てふためいた挙句に陣太鼓と銅鑼を川に落としてしまった（太鼓は漢語でコー、銅鑼は漢語でチンである）。この事件によって、人々はこの河をコーチェンと呼んだと言われる。